# 메이블 에디스
메이블 에디스 머가트(Mabel Addis Mergardt, 1912년 5월 21일 ~ 2004년 8월 13일)는 미국의 작가, 교사이자 비디오 게임 작가이다. 1933년 바너드 칼리지에서 고대사를 전공, 심리학을 부전공으로 졸업하였고 컬럼비아 대학교에서 교육학 석사를 받았으며 1976년까지 교사로 근무했다.
에디스가 디자인하고 윌리엄 매케이(William McKay)가 프로그래밍한 1964년 IBM 7090용 게임 《수메리언 게임》(The Sumerian Game)은 최초의 텍스트 기반 게임으로, 1970년대 초 《함무라비》(Hamurabi)와 같은 자원관리 게임들에 영향을 주었다. 《수메리언 게임》으로 메이블 에디스는 최초의 여성 게임 디자이너이자, 최초의 비디오 게임 작가로 여겨진다.
2004년 8월 13일 사망하였으며, 2023년 2월 23일 게임 개발자 회의 개척자 상(Pioneer Award)를 사후 수상했다.